# Gabriele Mainetti
Gabriele Mainetti (Roma, 7 de novembre de 1976) és un director, actor, compositor i productor de cinema italià.

## Biografia
Es va llicenciar en Història i Crítica del Cinema a la Universitat de Roma III. Va assistir a cursos de direcció, cinematografia, producció i guió a la Tisch School of the Arts de Nova York. La seva formació com a actor va lligada als tallers i cursos realitzats a Roma per Beatrice Bracco, Francesca De Sapio, Nikolaj Karpovi Michael Margotta. És el protagonista de pel·lícules per a la gran pantalla com Il cielo in una stanza i Un altr'anno e poi cresco i de telefilms com Stiamo bene insieme, La omicidi i Tutti per Bruno. Ell signa les bandes sonores dels seus curtmetratges i alguns documentals, però la seva veritable passió és la direcció.
Amb el curtmetratge Basette (2008) amb Valerio Mastandrea, Marco Giallini, Daniele Liotti i Luisa Ranieri, participa en més de 50 festivals, inclòs el Locarno Film Festival i està nominat al Nastro d'argento 2008 on rep una menció especial pel guió i el millor actors (Luisa Ranieri i Daniele Liotti). El 2011 va fundar la productora Goon Films, amb la qual va realitzar el curtmetratge Tiger Boy, guanyador del Nastro d’argento 2013 i finalista al Globi d'Oro 2012 i al David di Donatello 2012 així com el segon lloc al 42è Festival de Cinema de Giffoni. El curt va ser seleccionat per l'Acadèmia de les Arts i les Ciències Cinematogràfiques entre els 10 finalistes del nominació a l'Oscar als 86a edició del premi, a la categoria millor curtmetratge, però no fou inclòs entre els cinc primers.
El 2015, de nou amb Goon Films, va fer el seu primer llargmetratge Lo chiamavano Jeeg Robot. La pel·lícula es va estrenar a la desena edició de el Festa del Cinema di Roma el 17 d'octubre de 2015 i després del Lucca Comics & Games 2015 el 30 d'octubre de 2015. La pel·lícula es va distribuir als cinemes italians a partir del 25 de febrer de 2016 i va rebre una acollida positiva tant per part del públic, amb més més de 5 milions d'euros de recaptació contra un pressupost de 1.700.000 euros, i dels crítiques. Va obtenir 16 nominacions al David di Donatello 2016 i es va emportar 7 estatuetes (incloent millor productor,  millor director novell i el Mercedes-Benz Future Award concedit al mateix Mainetti). El 2021 va fer la seva segona pel·lícula Freaks Out, de nou amb Goon Films. Aquest també obté 16 nominacions al David di Donatello 2022 i en guanya 6, inclòs el de millor productor.

## Filmografia

### Director
Llargmetratges
- Lo chiamavano Jeeg Robot (2015)
- Freaks Out (2021)

Curtmetratges
- Itinerario tra suono e immagine (2003)
- Il produttore (2004)
- Ultima spiaggia (2005)
- Basette (2008)
- Love in Central Park (2010)
- Tiger Boy (2012)
- Ningyo (2016)

### Actor
Cinema
- La vie ne me fait pas peur, dirigida per Noémie Lvovsky (1999)
- Il cielo in una stanza, dirigida per Carlo Vanzina (1999)
- Maestrale, dirigida per Sandro Cecca (2000)
- Un altr'anno e poi cresco, dirigida per Federico Di Cicilia (2001)
- Ultimo stadio, dirigida per Ivano De Matteo (2002)
- N.Variazioni, dirigida per Andrea Bezziccheri (2009)

Televisió
- Un medico in famiglia 2, dirigida per Tiziana Aristarco i Riccardo Donna - sèrie de televisió - Rai Uno (2000)
- Stiamo bene insieme, dirigida per Elisabetta Lodoli e Vittorio Sindoni - sèrie de televisió - Rai Uno (2002)
- La omicidi, dirigida per Riccardo Milani - Minisèrie de televisió - Rai Uno (2004)
- Briciole, dirigida per Ilaria Cirino - Film TV - Rai Uno (2005)
- Crimini: Rapidamente, dirigida per Manetti Bros. - Film TV - Rai Due (2006)
- Radio Sex 2, dirigida per Alessandro Baracco - Sit-com - Alice Home TV - SKY Show (2006)
- La nuova squadra 2, diversos directors - sèrie de televisió - Rai Tre (2009)
- Tutti per Bruno, dirigida per Stefano Vicario i Francesco Pavolini - Minisèrie de televisió - Canale 5 (2010)
- Crimini 2: Niente di personale, dirigida per Ivano De Matteo - Film TV - Rai Due (2010)
- La nuova squadra 3, diversos directors - sèrie de televisió - Rai Tre (2011)

### Productor
- Il produttore (2004)
- Basette (2008)
- Tiger Boy (2012)
- Lo chiamavano Jeeg Robot (2015)
- Freaks Out (2021)
- Il più bel secolo della mia vita (2023)
- Denti da squalo (2023)
- Elf Me (2023)

### Compositor
- Il produttore (2004)
- Eva d'estate (2005)
- Circo nudo (2006)
- Oscar Niemeyer - The Naked architecture (2008)
- Basette (2008)
- Tiger Boy (2012)
- Lo chiamavano Jeeg Robot (2015)
- Freaks Out (2021)[7]
- Denti da squalo (2023)

## Teatre
- Barbecue, dirigida per Luca Monti (1998)
- Colpo di coda, dirigida per Luca Monti (1998)
- L'iradiddio, dirigida per Furio Andreotti (2000)
- L'ultima cena, dirigida per Furio Andreotti (2000)
- Clerks a teatro, dirigida per Andrea Bezziccheri (2000)
- Proprietà privata, dirigida per Marcello Cotugno (2001)
- L'ultima notte, dirigida per Alessandro Prete (2002)
- Sing her heart out for the lads, dirigida per Paolo Zuccari (2003)

## Reconeixements
- David di Donatello
  - 2012 - Candidatura al David di Donatello al millor curtmetratge per Tiger Boy
  - 2016 - Millor director novell per Lo chiamavano Jeeg Robot
  - 2016 - Millor productor per Lo chiamavano Jeeg Robot
  - 2016 - Candidatura al millor músic per Lo chiamavano Jeeg Robot
  - 2022 - Candidatura al millor pel·lícula per Freaks Out
  - 2022 - Candidatura al millor director per Freaks Out
  - 2022 - Candidatura alla millor guió original per Freaks Out
  - 2022 - Millor productor per Freaks Out
  - 2022 - Candidatura al millor músic per Freaks Out
  - 2022 - Candidatura al David Giovani
- Nastro d'argento
  - 2013 - millor curtmetratge per Tiger Boy
  - 2016 - Millor director novell per Lo chiamavano Jeeg Robot
  - 2016 - Candidatura al miglior productor per Lo chiamavano Jeeg Robot
  - 2016 - Candidatura a la millor banda sonora per Lo chiamavano Jeeg Robot
  - 2022 - Candidatura al millor pel·lícula per Freaks Out
  - 2022 - Candidatura al millor director per Freaks Out
  - 2022 - Candidatura alla miglior colonna sonora per Freaks Out
- Globo d'oro
  - 2016 - Millor pel·lícula per Lo chiamavano Jeeg Robot
  - 2016 - Candidatura a la millor opera prima per Lo chiamavano Jeeg Robot
- Ciak d'oro
  - 2016 - Millor opera prima per Lo chiamavano Jeeg Robot
  - 2016 - Millor banda sonora per Lo chiamavano Jeeg Robot